# Тай (буква)
Тай (𐍢, коми тай, также таи) — девятнадцатая буква древнепермского алфавита, использовавшегося для записи языка коми и в качестве тайнописи старорусского языка.

## Использование
Буква 𐍢 обозначала звук [t], что соответствует кириллической букве Т т в алфавите Молодцова и современном алфавите. Кроме того, обозначала палатализованный звук [tʲ], в этом случае могла помечаться надстрочным знаком (𐍢̀). В этом значении буква соответствует Ԏ ԏ в алфавите Молодцова и Т т (перед е, ё, и, ь, ю, я) в современном алфавите. В русских тайнописных текстах также соответствует кириллической т.
Также использовалась для обозначения числа 100 (иногда в сочетании с титлом, аналогично кириллической системе счисления).

## Название
В различных списках встречаются варианты названий таи и тай, а также ошибочный ай. В. И. Лыткин полагает, что именно тай и было первоначальным названием буквы. Тай в переводе с языка коми означает ‘оказывается’.

## Начертание
Происхождение буквы, предположительно, связано с русской буквой т и, через неё, с греческой буквой τ, или же с пасами.

## Кодировка
Буква была закодирована в блоке Юникода «Древнепермское письмо» (англ. Old Permic) в версии 7.0, вышедшей 16 июня 2014 года, под кодом U+10362.